# Шильштейн, Сана Шаевич
Сана Ша́евич Шильште́йн (род. 19 июля 1937) — российско-израильский учёный, доктор физико-математических наук.
В 1965 году защитил диссертацию кандидата технических наук «Структурное исследование несовершенств в некоторых полупроводниковых монокристаллах». На протяжении многих лет работал в Курчатовском институте. Автор ряда изобретений, защищённых патентами, в том числе нейтронного дифрактометра. В 1986 году в составе коллектива авторов удостоен Государственной премии СССР за участие в цикле работ «Новые методы исследования твёрдого тела на основе рассеяния нейтронов стационарных ядерных реакторов» (1961—1984).
В дальнейшем репатриировался в Израиль, работал в Институте Вейцмана, разрабатывая, в частности, рентгенофлюоресцентный метод определения состава предметов древности.